# Trichiorhyssemus adhabharicus
Trichiorhyssemus adhabharicus är en skalbaggsart som beskrevs av Riccardo Pittino 1983. Trichiorhyssemus adhabharicus ingår i släktet Trichiorhyssemus och familjen Aphodiidae. Inga underarter finns listade i Catalogue of Life.